# Unterramsern
Unterramsern är en ort och kommun i distriktet Bucheggberg i kantonen Solothurn, Schweiz. Kommunen har 220 invånare (2023).